# Amboanjo
Amboanjo är en ort i Madagaskar.   Den ligger i regionen Vatovavy Fitovinanyregionen, i den södra delen av landet, 300 km söder om huvudstaden Antananarivo. Amboanjo ligger 17 meter över havet och antalet invånare är 17 000.
Terrängen runt Amboanjo är platt. Runt Amboanjo är det ganska tätbefolkat, med 160 invånare per kvadratkilometer. Det finns inga andra samhällen i närheten. Omgivningarna runt Amboanjo är huvudsakligen savann.